# Jan z Kolna
Jan z Kolna, także: Michał Kapron, Michalous Kapronus, Johannes Scolvus/ Scolnus/ Scolus, z łac. Jan Szkolny (ur. ok. 1435, we wsi Serafin zm. ok. 1484) – żeglarz, który według niektórych przekazów miał dotrzeć do Ameryki na kilkanaście lat przed Krzysztofem Kolumbem, biorąc udział w wyprawie Dietricha Pininga, zleconej przez duńskiego króla Christiana I Oldenburga. W 1476 r. ekspedycja dotarła do wybrzeży półwyspu Labrador, następnie miała penetrować okolice dzisiejszego Bostonu, ale brak na to jakichkolwiek dowodów.

## Wyprawa Pininga
Przypuszczalnie w 1476 r. flotylla złożona z kilku duńskich statków wyruszyła – na zlecenie Chrystiana I – na zachód, do Grenlandii, celem zdobycia informacji, co się stało z osadnikami grenlandzkimi, którzy zaginęli. Flotyllą dowodziło dwóch żeglarzy (i łowców piratów) niemieckiego pochodzenia: Dietrich Pining i Hans Pothorst oraz Portugalczyk João Vaz Corte-Real. Podobno, po osiągnięciu zachodniego wybrzeża Grenlandii, mieli udać się dalej na zachód i osiągnąć wybrzeże kontynentu północnoamerykańskiego.
Jednakże, jak pisał Fridtjof Nansen w swej książce „W północnej mgle, Eksploracja Arktyki w przeszłości”: „Należy pamiętać, że nazwa Labradoru (w różnych jej odmianach) pojawiała się na mapach od XVI stulecia i odnosiła się zarówno do Grenlandii, jak i właściwego Labradoru, a początkowo tylko do tego pierwszego lądu. Jest więc całkiem prawdopodobne, że doniesienia o podróży Scolvusa mówią o Grenlandii, którą w pierwszej połowie XVI wieku nazywano Labradorem”.

## Źródła mówiące o pochodzeniu
Nie wiadomo, czy Jan z Kolna rzeczywiście istniał i dotarł do brzegów Ameryki na pokładzie statków wspomnianej ekspedycji. Wszystko, co o nim napisano, powstało długo po jego ew. śmierci. Według niektórych przekazów Scolvus istniał i podróżował na obszarze północnego Atlantyku, określonym na pochodzącym z roku 1536 globusie kartografa Gemmy Frisiusa, który opisał obszary za kręgiem polarnym, na północ od cieśniny rozdzielającej Terra Corterealis i Baccalearum Regio, patrząc na zachód od strony Grenlandii. Znajduje się tam zapis: „Quij, lud, do którego Duńczyk Joes Scoluss dotarł około roku 1476”.
Hiszpański autor Francisco López de Gómara napisał w swej Historia de las Indias (1553) o la Tierra de Labrador: „Przybyli tam także ludzie z Norwegii z pilotem [nawigatorem] Joanem Scoluo i Anglicy z Sebastianem [powinno być Johnem] Gaboto”. Gómara przypuszczalnie spotkał w Bolonii lub Wenecji w roku 1548 Olafa Magnusa. To mogłoby sugerować, że wiedza o „Joanie Scoluo” pochodzi od Magnusa.
Innym źródłem wskazującym, że John Scolvus mógł odwiedzić Labrador, jest dokument sporządzony około roku 1575, a opisujący pierwszą podróż Martina Frobishera. Po stwierdzeniu, że Sebastian (znów powinno być John) Cabot został wysłany przez króla Henryka VII w roku 1496 (winno być 1497) celem odkrycia przejścia z Atlantyku na Pacyfik, a także, że „niejaki Caspar Cortesreales, pilot Portingale’a”, zwiedzał wyspy u wybrzeży Ameryki Północnej w roku 1500, dokument podaje następnie:
„Ale by znaleźć to przejście z Morza Północnego na Południowe musimy żeglować poza 60 stopień, to jest pomiędzy 66 a 68. To przejście nosi nazwę Wąskiego Morza, albo też Cieśniny Trzech Braci [trzech braci Corte-Real?] (...) północny odcinek tego przejścia John Scolus, duński pilot, widział w roku 1476”.
Na angielskiej mapie Michaela Loka z roku 1582 znajduje się kraina leżąca na północny zachód od Grenlandii, opisana jako: „Jac. Scolvus Croetland.”. Z kolei na mapie Mercatora z roku 1569 zapisano: „Croclant, insula cuius incole Suedi sunt origine” (wyspa, której mieszkańcy są Szwedami z pochodzenia). W związku z tym, że ostatni europejscy mieszkańcy Grenlandii zniknęli przed rokiem 1354, zapis może dotyczyć jedynie Islandii.
W 1597 r. Holender Cornelius Wytfliet napisał w swojej książce „Continens Indica”, że północne wybrzeża Ameryki Północnej zostały odkryte najpierw przez „fryzyjskich” rybaków, a potem badane przez braci Zeno. Następnie napisał: „lecz zaszczyt tego drugiego odkrycia należy się Polakowi Johannesowi Scoluusowi (Johannes Scoluus Polonus), który w roku 1476 – osiemdziesiąt sześć lat po pierwszym odkryciu – pożeglował poza Norwegię, Grenlandię, Fryzję, badając Cieśninę Północną poniżej Kręgu Polarnego, aż przybył do krain Labrador i Estotiland”. Istnieje sugestia, że Polonus to źle odczytane słowo piloto lub pilotus z wcześniejszych zapisków Hiszpana Gomary, na których swoje zapiski opierał Wytfliet.
Na globusie L’Ecuya z szesnastego wieku zapisano po łacinie, pomiędzy 70° i 80° szer. geogr. północnej: „To są ludy, do których w 1476 r. dotarł Duńczyk Johannes Scowus”. Przedstawienie Scolvusa jako Duńczyka może wskazywać na to samo źródło, z jakiego korzystał angielski autor w 1576 r..
Zauważyć można, że im późniejsze zapisy na temat Scolvusa, tym mniej są wiarygodne, jako że autorzy najprawdopodobniej nie próbowali analizować wcześniejszych zapisków, lecz kopiowali je bezkrytycznie.
Dokładne badania XVI-wiecznych map i toponimiów oraz – w szczególności – globusa Frisiusa wskazują z dużą dozą prawdopodobieństwa, że „Labrador” odkryty przez Scolvusa był, de facto, Grenlandią.

## Wersja polska

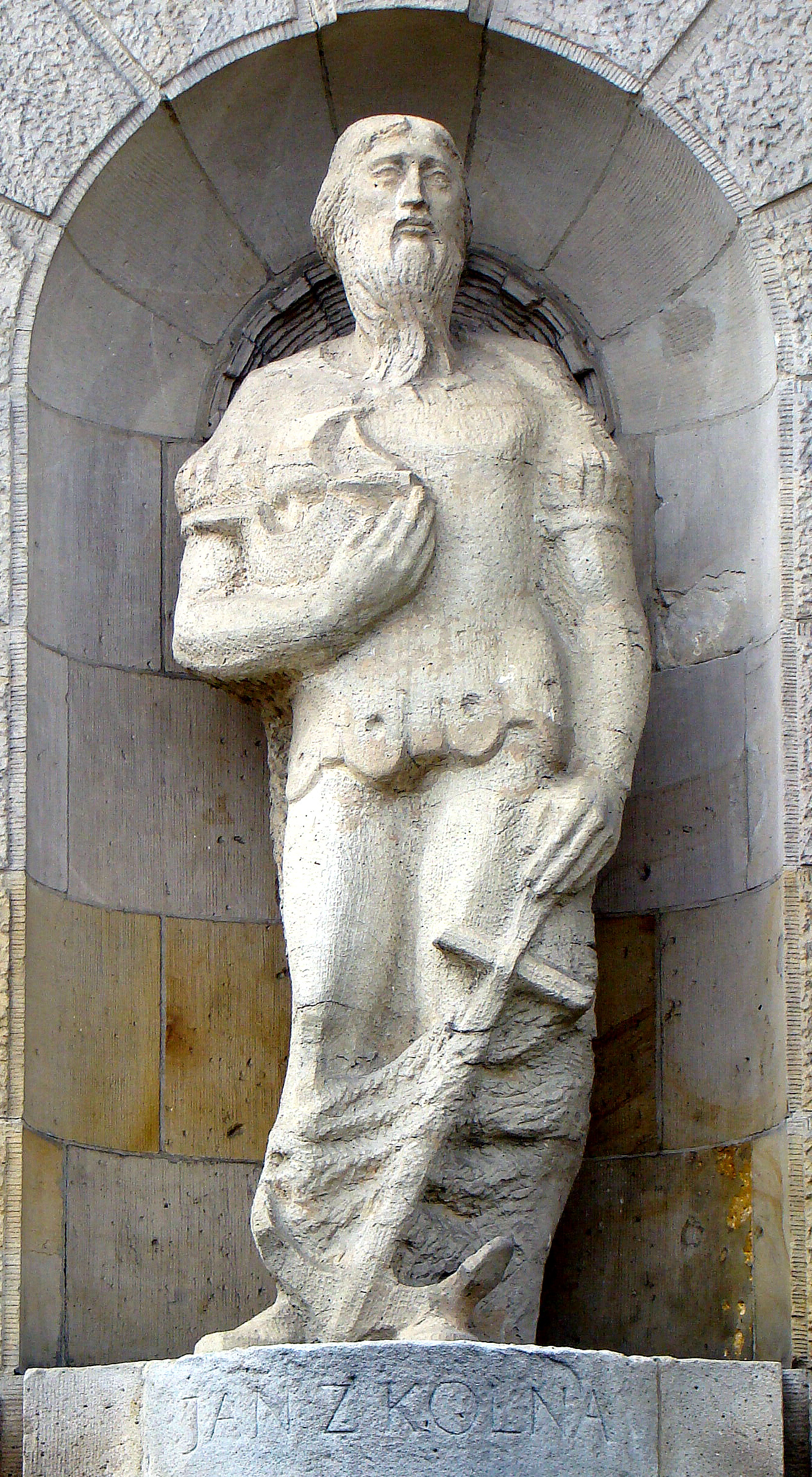
Jan z Kolna – posąg na Wałach Chrobrego w Szczecinie.

Polski historyk i działacz polityczny Joachim Lelewel (1786 – 1861) był pierwszym, który zebrał wszystkie zapiski dotyczące Johannesa Scolnusa. Uznał on, że Jan z Kolna był Polakiem i że był nawigatorem floty duńskiej. Według Lelewela istnieje wzmianka o Joannisie de Colno, który studiował na Akademii Krakowskiej w 1455, a także o żeglarskiej bądź kupieckiej rodzinie Colno lub Cholno mieszkającej w Gdańsku. Zwolennicy tej wersji utrzymują, że mieszkający w Gdańsku żeglarz polskiego pochodzenia mógł być nawigatorem w służbie duńskiej, a więc mógł być uznawany za żeglarza duńskiego, zaś jego imię zapisywane z niemiecka, jako „Johannes”. Obecnie coraz częściej uważa się, że jeśli żeglarz rzeczywiście pochodził z Polski to raczej z Kielna koło Wejherowa (które dawniej nazywało się Kolno), a więc niedaleko Gdańska, aniżeli z Kolna na Mazowszu. Inna legenda mówi o zmianie tożsamości chłopa z okolic Lublina – Michała Kapronia, który zadłużony uciekł za granicę pod fałszywym nazwiskiem. Rzekomo był przyjacielem króla Danii Chrystiana I. Janowi z Kolna poświęcony jest dział w książce Czesława Brodzickiego „Kolno na Mazowszu”.

### Krytyka
Bolesław Olszewicz, dwudziestowieczny historyk, krytyk prac Lelewela twierdzi, że nie ma wystarczających dowodów na to, iż żeglarz ten był rzeczywiście Polakiem. Większość prac wzmiankujących o Johannesie Scolnusie została opublikowana ponad sto lat po jego podróży, a żadne współczesne mu dowody nie zachowały się. Już w 1911 r. Nansen wyraził przypuszczenie w swej książce, że błędnie odczytano słowo Pilotus jako Polonus.

## Spekulacje
W końcu XIX wieku różni autorzy identyfikowali Jana z żeglarzem norweskim (Johann Scolv lub Jon Skolvsson), portugalskim (João Scolvo) bądź niemieckim. Byli nawet autorzy, którzy podejrzewali, że Johannes Scolvus był nikim innym jak młodym Krzysztofem Kolumbem.

## Upamiętnienie
Ulice Jana z Kolna znajdują się m.in. w Gdańsku, Gdyni, Tczewie, Pruszczu Gdańskim, Pobierowie, Koszalinie, Szczecinie, Świnoujściu, Sopocie, Łomży, Ustce i Zielonej Górze. W maju 2021 r. w Kolnie w centrum, przy głównej ulicy miasta powstał mural upamiętniający Jana z Kolna. W 2016 r. Związek Kurpiów apelował o nazwanie ulic we wsiach i miastach na obszarze regionu nazwiskami ważnych dla Kurpiów postaci historycznych, wśród nich Jana z Kolna.